# Robert Runnels Williams
Robert Runnels Williams (16 de fevereiro de 1886 — 2 de outubro de 1965) foi um químico estadunidense.
Foi o primeiro a sintetizar tiamina (vitamina B1). Isolou primeiramente a tiamina, em 1933, e sintetizou a vitamina B em 1935. Entre suas condecorações estão a Medalha Elliott Cresson, em 1940, e a Medalha Perkin, em 1947.